# 卡納萊雷阿萊河
40°42′N 17°49′E / 40.700°N 17.817°E
卡納萊雷阿萊河（義大利語：Canale Reale）是意大利的河流，河道全長48公里，發源自卡斯特利镇附近，流經拉蒂亞諾，最終注入奧特朗托海峽，每年平均降雨量885毫米。